# 大塚幸寛
大塚 幸寛（おおつか ゆきひろ、1962年8月5日 - ）は、日本の内閣府官僚。内閣府審議官。

## 来歴
神奈川県出身。1986年、早稲田大学政治経済学部卒業。国家公務員採用Ⅰ種試験（行政）に合格して、同年4月に総務庁入庁。
2017年7月11日、内閣府賞勲局長に就任。
2019年7月9日、内閣府大臣官房長に就任。
2021年9月1日、内閣府審議官に就任。
2024年7月5日、退職。

## 年表
基本的な出典
- 1986年
  - 03月：早稲田大学政治経済学部卒業
  - 04月：総務庁入庁。恩給局恩給問題審議室法規係[6]
- 1994年04月：総務庁行政監察局副監察官
- 1996年01月：総務庁行政監察局企画調整課課長補佐
- 1997年07月：総理府国際平和協力本部事務局参事官補佐（ゴラン高原国際平和協力隊隊員（1998年10月12日～12月28日）
- 1999年07月：内閣総理大臣官房男女共同参画室男女共同参画推進官
- 2001年
  - 01月：内閣府男女共同参画局総務課企画官
  - 07月：内閣府大臣官房総務課調査官
- 2003年07月：国土交通省総合政策局情報管理部建設調査統計課建設統計企画官
- 2004年07月：国土交通省河川局砂防部砂防計画課砂防管理室長
- 2005年
  - 04月：内閣府大臣官房政策評価広報課長
  - 08月：内閣府大臣官房参事官（総務課担当）
- 2006年
  - 02月：内閣府大臣官房参事官（総務課及び政策評価広報課担当）
  - 07月：内閣府政策統括官（共生社会政策担当）付参事官（青少年育成第１担当）
- 2009年07月：内閣府北方対策本部参事官
- 2010年
  - 09月：内閣官房内閣参事官（内閣広報室）
  - 09月：（併）内閣府大臣官房参事官（政府広報室担当）（～2011年1月14日）
- 2011年
  - 01月：内閣府大臣官房参事官
  - 01月：（併）内閣官房（～2012年12月26日）
  - 01月：（命）枝野幸男国務大臣（内閣官房長官）秘書官事務取扱（～2011年9月2日）
  - 09月：（命）藤村修国務大臣（内閣官房長官）秘書官事務取扱（～2012年12月26日）
- 2012年12月：内閣府賞勲局総務課長
- 2014年
  - 07月：（併）内閣府大臣官房参事官（会計課担当）（～2014年9月1月）
  - 07月：（併）内閣官房参事官（内閣総務官室）（～2015年7月31日）
  - 07月：内閣府大臣官房
  - 09月：内閣府大臣官房会計課長
- 2015年
  - 07月：内閣府大臣官房審議官（大臣官房及び男女共同参画局担当）
  - 07月：（併）内閣府男女共同参画局仕事と生活の調和推進室次長（～2017年7月11日）
  - 07月：（併）内閣官房内閣審議官（内閣官房副長官補付）（～2017年7月11日）
  - 07月：（命）内閣官房すべての女性が輝く社会づくり推進室次長（～2016年9月16日）
  - 10月：（命）内閣官房一億総活躍推進室審議官（～2016年6月17日）
- 2017年07月11日：内閣府賞勲局長[4]
- 2019年07月09日：内閣府大臣官房長[7]
- 2021年09月01日：内閣府審議官
- 2024年07月05日：退職[1]